# Liste der Rheinquerungen bei Mainz
Dieser Artikel bietet eine Übersicht der Rheinquerungen bei Mainz.
| Rhein- kilometer | Name                                    | Überführung                                      | Art                                                     | Strecke                               | Gesamtlänge       | Einrichtung                              | Außer Betrieb ab                              | Bemerkungen | Bild |
| ---------------- | --------------------------------------- | ------------------------------------------------ | ------------------------------------------------------- | ------------------------------------- | ----------------- | ---------------------------------------- | --------------------------------------------- | --- | ---- |
| 493,6            | Weisenauer Brücke                       | Bundesautobahn 60                                | Stahlbeton-Balkenbrücke                                 | Mainz-Weisenau – Ginsheim-Gustavsburg | 900 m             | 1960–1961                                | Bestand                                       | |      |
| 496,4            | Südbrücke (historische Brücke von 1862) | Rhein-Main-Bahn                                  | Gusseisen-Pauliträger                                   | Mainz – Gustavsburg                   | 1028 m            | 1860–1862                                | 1945                                          | |      |
| 496,4            | Roosevelt-Brücke                        | Rhein-Main-Bahn                                  | Notbrücke                                               | Mainz – Gustavsburg                   | 1372 m (4502 ft.) | 1945                                     | 1946                                          | Bauzeit betrug 9,5 Tage |      |
| 496,4            | George-C.-Marshall-Brücke               | Rhein-Main-Bahn                                  | Behelfsbrücke                                           | Mainz – Mainz-Kastel                  |                   | 1946                                     | 1949                                          | Notbrücke der amerikanischen Besatzungstruppen |      |
| 496,4            | Südbrücke (Wiederaufbau von 1949)       | Rhein-Main-Bahn                                  | Stahl-Fachwerkbrücke                                    | Mainz – Gustavsburg                   | 839 m             | 1948–1949                                | Bestand                                       | |      |
| 496,7            | Trajekt Mainz–Gustavsburg               | Bahnstrecke Mainz–Ludwigshafen – Rhein-Main-Bahn | Eisenbahnfähre                                          | Mainz – Gustavsburg                   |                   | 1858                                     | 1863                                          | |      |
| 497,5            | Schiffsbrücke                           | Straße                                           | Schiffbrücke                                            | Mainz Holzturm – Maaraue              |                   | 1631–1632                                | 1635                                          | Angelegt von den schwedischen Besatzungstruppen während des Dreißigjährigen Kriegs                                                                                            |      |
| 498,1            | Trajekt Mainz–Kastel                    | Hessische Ludwigsbahn – Taunus-Eisenbahn         | Eisenbahnfähre                                          | Mainz – Kastel                        |                   | 1861                                     | 1863                                          | |      |
| 498,3            | Schiffsbrücke                           | Straße                                           | Schiffbrücke                                            | Mainz – Kastel                        | 500 m             | 1661                                     | 1885                                          | |      |
| 498,4            | römische Schiffbrücke (vermutlich)      | Straße                                           | Schiffbrücke                                            | Mogontiacum – Castellum Mattiacorum   | 600 m             | um 10 v. Chr. (vermutlich)               | 27 n. Chr. (vermutlich)                       | Schiffbrücke spätestens im Jahr 10 v. Chr. Nach Forschungsstand unter Tiberius durch feste Holzbrücke ersetzt. Nachfolgebrücke dendrochronologisch auf ab 27 n. Chr. datiert. |      |
| 498,4            | Römerbrücke                             | Römerstraße nach Nida                            | Hölzerne Segmentbogenbrücke mit Steinpfeilern           | Mogontiacum – Castellum Mattiacorum   | 600 m             | um 80, möglicherweise auch um 27 n. Chr. | Anfang des 5. Jh.                             | Bislang in die Zeit Vespasians datiert. Nach neueren Erkenntnisse in die Tiberius Zeit ab 27.n. Chr. datiert.                                                                 |      |
| 498,4            | Rheinbrücke Karls des Großen            | Elisabethenstraße                                | Hölzerne Brücke, vermutlich auf römischen Steinpfeilern | Mainz – Kastel                        | um 750 m          | vermutlich 803–813                       | 813                                           | Von Karl dem Großen veranlasster Brückenbau auf den römischen Pfeilerresten. Nach zehnjähriger Bautätigkeit 813 abgebrannt.                                                   |      |
| 498,5            | Theodor-Heuss-Brücke                    | Bundesstraße 40                                  | Bogenbrücke mit Fachwerkbögen                           | Mainz – Mainz-Kastel                  | 475 m             | 1882–1885                                | Bestand                                       | 1931 bis 1934 verbreitert. 1945 gesprengt. 1948 bis 1950 wiederhergestellt. 1992 bis 1995 umfassend erneuert.                                                                 |      |
| 499,0            | Alexander-M.-Patch-Brücke               | Reichsstraße 40, später Bundesstraße 40          | Hölzerne Balkenbrücke mit Stahlpfeilern                 | Mainz – Mainz-Kastel                  | 610 m             | 1945–1946                                | 1950                                          | Behelfsbrücke der amerikanischen Besatzungstruppen |      |
| 500,9            | Kaiserbrücke                            | Umgehungsbahn Mainz                              | Fachwerkbrücke                                          | Mainz – Mainz-Kastel                  | 789,49 m          | 1901–1904                                | 1945                                          | |      |
| 500,9            | Nordbrücke                              | Umgehungsbahn Mainz                              | Fachwerkbrücke                                          | Mainz – Mainz-Kastel                  | 789,49 m          | 1951–1955                                | Bestand                                       | Ersatz für die 1945 zerstörte Kaiserbrücke |      |
| 504,5            | Schiersteiner Brücke                    | Bundesautobahn 643                               | Balkenbrücke                                            | Mainz – Wiesbaden                     | 1282 m            | 1959–1962                                | Bestand. Seit 10. Februar 2015 voll gesperrt. | |      |